# Jólrendezési tétel
A jólrendezési tétel a halmazelmélet egy tétele, amely kimondja, hogy minden halmaz jólrendezhető, azaz tetszőleges halmazon megadható olyan rendezés, amellyel a struktúra jólrendezett.
A jólrendezési tétel ekvivalens a kiválasztási axiómával. A bizonyítása tehát csak azt jelenti, hogy föltesszük a Kiválasztási axiómát vagy egy azzal ekvivalens állítást, és abból levezetjük a jólrendezési tételt. Az itt bemutatott bizonyítások közül az első a Zorn-lemma egy következményét használja, a második közvetlenül a kiválasztási axiómát.
A tétel és az eredeti bizonyítás Ernst Zermelótól származik. Ebben a bizonyításban mondta ki először Zermelo a kiválasztási axiómát.

## Definíció
Legyenek {\displaystyle A} és {\displaystyle B} egy tetszőleges {\displaystyle (R,\leq )} részbenrendezett halmaz részhalmazai. Azt mondjuk, hogy {\displaystyle A} szelete {\displaystyle B}-nek, ha {\displaystyle A=B} vagy valamely {\displaystyle b\in B}-re {\displaystyle A=\{x<b:x\in B\}}.

## Bizonyítás

### AHausdorff–Birkhoff-tételfelhasználásával
Legyen {\displaystyle H} tetszőleges halmaz. A bizonyításhoz tekintsük az összes lehetséges {\displaystyle (A,\leq )} jólrendezett halmazt, ahol {\displaystyle A\subseteq H}. Két ilyen jólrendezett halmaz akkor és csak akkor egyenlő, ha nem csak az alaphalmazok elemei egyeznek meg, de a rajtuk megadott {\displaystyle \leq } reláció is.
Definiáljuk most a {\displaystyle \leq _{1}} részbenrendezést az így képezett jólrendezett halmazok halmazán a következőképpen: {\displaystyle (A,\leq )\leq _{1}(B,\leq )} akkor és csak akkor, ha {\displaystyle A} szelete {\displaystyle B}-nek. A Hausdorff–Birkhoff-tétel szerint az így definiált részbenrendezett halmazban van maximális rendezett részhalmaz, legyen ez {\displaystyle (A_{1},\leq ),(A_{2},\leq ),\ldots }. Legyen ezeknek az egyesítése {\displaystyle (M,\leq )}, ahol {\displaystyle \leq } az {\displaystyle M} indukált rendezése, azaz az a rendezés, amelynél a maximális rendezett részhalmazban szereplő jólrendezett halmazokban érvényes relációk továbbra is érvényben maradnak. Azt kell belátnunk, hogy {\displaystyle (M,\leq )} jólrendezett halmaz és {\displaystyle M=H}.
Vegyük észre, hogy {\displaystyle (M,\leq )} meg kell egyezzen az őt alkotó jólrendezett halmazok valamelyikével, ugyanis ellenkező esetben a maximális rendezett részhalmazunk bővíthető lenne ezzel a jólrendezett halmazzal, ami ellentmondás. Másrészről ha {\displaystyle M\neq H}, akkor {\displaystyle (M,\leq )} bővíthető egy {\displaystyle M}-en kívüli {\displaystyle H}-beli elemmel, és az így kapott jólrendezett halmaznak {\displaystyle M} szelete lenne, ami szintén ellentmond a Hausdorff–Birkhoff-tétel szerint rendezett részhalmaz maximális voltának.

### Akiválasztási axiómafelhasználásával (vázlat)
Legyen H tetszőleges halmaz. A bizonyítás lényege az, hogy H elemeihez rendszámokat rendelünk egyértelmű módon, azaz megadunk egy bijekciót a halmaz és a rendszámok egy szelete között. Mivel a rendszámok szeletei jólrendezett halmazok, a megfeleltetés jólrendezést generál H-n.
A kiválasztási axióma azt biztosítja, hogy tudunk tetszőlegesen sokszor új elemet választani H-ból, amit a soron következő rendszámhoz rendelünk hozzá.
Legyen tehát F egy kiválasztási függvény H hatványhalmazán: {\displaystyle F:{\mathcal {P}}(H)\rightarrow H;\ F(A)\in A} minden {\displaystyle A\subseteq H;\ A\neq \emptyset } esetén. Ilyen kiválasztási függvény létezését a kiválasztási axióma garantálja. Azonban a kiválasztási függvény az üres halmazhoz nem rendel semmit, F ottani értékét ezért külön kell definiálnunk:
{\displaystyle F(\emptyset ):=t}, ahol t egy tetszőleges H-n kívüli elem.
Ezután transzfinit rekurzióval legyártjuk a G jólrendező függvényt. Minden rendszámhoz hozzárendelünk egy-egy elemet H-ból, mégpedig a következőképp: legyen α egy rendszám. Ha az α-nál kisebb rendszámokra már meghatároztuk G értékét, nézhetjük H-nak azon elemeit amiket már fölvett a G függvény az α-nál kisebb rendszámokon. Ezek egy részhalmazt alkotnak. Az F függvény ezen részhalmazon fölvett értéke lesz G(α). Tehát a
{\displaystyle G(\alpha )=F(H\setminus \{G(\beta )\mid \beta <\alpha \})}
rekurzió megoldása lesz G, a transzfinit rekurzió tétele szerint G létezik és egyértelmű. Ez a G még nem függvény, hanem ún. operáció, mert az értelmezési tartománya -a rendszámok osztálya- nem halmaz. Belátható viszont, hogy G injektív, amíg föl nem veszi a t értéket, onnantól kezdve viszont mindig t-t vesz föl:
- {\displaystyle G(\alpha )\neq G(\beta )\,} , ha {\displaystyle \alpha \neq \beta } és egyikük sem {\displaystyle t}. Hiszen ha például α < β, akkor G(β) értékét olyan halmazból választjuk, amiben G(α) már nincs benne.
- {\displaystyle \alpha <\beta } és {\displaystyle G(\alpha )=t\ \Rightarrow \ G(\beta )=t}. G(α)=t ugyanis azt jelenti, hogy H-nak már minden elemét fölvette G α-nál kisebb rendszámokra, és így β esetén még inkább ez a helyzet.
- G fölveszi a t értéket. Mert ha nem venné föl, akkor G bijekció lenne H és a rendszámok osztálya között, márpedig H halmaz, a rendszámok osztálya nem halmaz. (Egész pontosan a pótlás axiómájára lehet hivatkozni.)

Legyen φ a legkisebb rendszám, amire G a t értéket veszi föl. A rendszámok tulajdonságai miatt ilyen rendszám létezik. Ekkor G megszorítása a φ-nél kisebb rendszámokra függvény, és bijekció ezen rendszámok és H között.
Ez a bizonyítás nem tartalmazza a transzfinit rekurzió pontos leírását.

## Ekvivalens állítások
A jólrendezési tétel ekvivalens a következő állításokkal:
- kiválasztási axióma
- Zorn-lemma
- Teichmüller–Tukey-lemma
- Hausdorff–Birkhoff-tétel
- Tyihonov-tétel

## Következmény
- A jólrendezési tétel következménye, hogy létezik kiválasztási függvény, azaz a kiválasztási axióma teljesül, mert ekkor definiálhatjuk úgy a kiválasztási függvényt, hogy az rendelje hozzá minden részhalmazhoz az adott részhalmaz legkisebb elemét.
- A valós számok fölött is van jólrendezés, habár ilyet még senki nem tudott megadni.